# 多久龍三郎

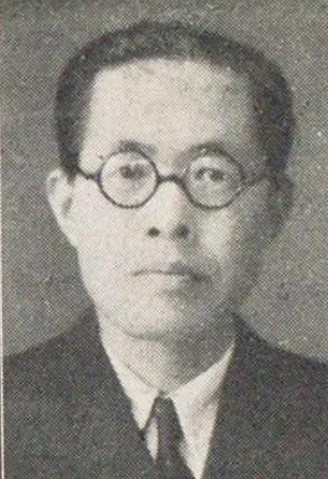
多久龍三郎

多久 龍三郎（たく りゅうざぶろう、1901年（明治34年）9月4日 - 1983年（昭和58年）9月14日）は、大正から昭和期の実業家、政治家、華族。貴族院男爵議員、多久鍋島家（後多久氏）13代当主。

## 略歴
12代多久鍋島家当主、男爵・多久乾一郎の三男として東京市赤坂区青山で生まれ、父の死去に伴い、同年12月12日に男爵を襲爵した。
2歳で父祖の地佐賀県に移るが、10歳の時に上京。学習院に入り昭和天皇の御学友となる。1922年、学習院高等科を卒業。1926年（大正15年）東京帝国大学文学部国史学科を卒業し、さらに同経済学部を修了。1927年（昭和2年）欧米に留学した。
1932年（昭和7年）織田信託監査役に就任。以後、同社長、織田興業社長、東西貿易取締役などを務めた。1944年（昭和19年）7月22日、貴族院男爵議員補欠選挙で当選し、公正会に属して活動し1947年（昭和22年）5月2日の貴族院廃止まで在任した。
1947年、第1回佐賀県知事選挙に出馬したが次点で落選。同年、佐賀県小城郡多久村長、佐賀県教育会長に就任した。

## 親族
- 母：千枝子（伊丹重賢五女）[1][5]
- 妻：明子（めいこ、小笠原長幹長女）[1]
- 長男：皓一朗[1]
- 長女：美子（はるこ、西脇昌治夫人）[1]
- 三女：幸子（ゆきこ、武藤正夫人）[1]
- 四女：玲子（服部正夫人）[1]